# بايثون 5
بيثون 5 هو صاروخ جو جو قصير المدى موجه من عائلة بيثون تُصنع في إسرائيل بواسطة شركة رافئيل للصناعات العسكرية.